# 폴리스 아카데미 2 - 첫임무
《폴리스 아카데미 2 - 첫임무》(Police Academy 2: Their First Assignment)는 미국에서 제작된 제리 페리스 감독의 1985년 코미디 영화이다. 폴리스 아카데미 시리즈 중 6개 시퀄 가운데 첫 번째 작품이다. 스티브 구텐버그 등이 주연으로 출연하였고 폴 마스랜스키 등이 제작에 참여하였다.

## 출연

### 주연
- 스티브 구텐버그 - 캐리 마호니 경사 역
- 부바 스미스 - 모지스 하이타워 경사 역
- 데이비드 그라프 - 유진 태클베리 경사 역
- 마이클 윈슬로우 - 라벨 존스 경사 역
- 브루스 말러
- 마리온 램지 - 훅스 경사 역
- 콜린 캠프
- 아트 메트라노
- 하워드 헤스먼
- 조지 게인스 - 에릭 라사드 치안감 역
- 랜스 킨시 - 칼 플록터 경위 역

### 조연
- 밥 골드웨이트
- 줄리 브라운
- 팀 카즈린스키
- 에드 헐리히
- 샌디 워드

## 기타
- 원조: 닐 이스라엘
- 원조: 팻 프로프트
- 미술: 트레버 윌리엄스

## 한국어 더빙 성우진

### MBC (1991년 2월 15일)
- 이인성 - 마호니 (스티브 구텐버그)
- 양지운 - 마우저 경감 (아트 메트라노)
- 박일 - 라사드 서장 (하워드 헤스먼)
- 한상혁 - 하이타워 (부바 스미스)
- 박기량 - 태클베리 (데이비드 그라프)
- 권혁수 - 패클러 (브루스 말러)
- 박영화 - 존스 (마이클 윈슬로우)
- 정미연 - 훅스 (마리온 램지)
- 이종혁 - 제드 (밥 골드웨이트)
- 최상기 - 스윗척 (팀 카즈린스키)
- 이규연 - 라사드 교장 (조지 게인스)
- 이도련 - 허스트 국장 (조지 R. 로버트슨)
- 정승현
- 최병학
- 서영애
- 탁재인
- 기경옥
- 이선호
- 성유진

### KBS (1999년 9월 23일)
- 홍성헌 - 마호니 (스티브 구텐버그)
- 김준 - 하이타워 (부바 스미스)
- 유동현 - 태클베리 (데이비드 그라프)
- 조동희 - 마우저 (아트 메트라노)
- 박은숙 - 훅스 (마리온 램지)
- 김현직 - 라싸드 학장 (조지 게인스)
- 김익태 - 스윗척 (팀 카즈린스키)
- 이호인 - 서장 (하워드 헤스먼)
- 김소형 - 존스 (마이클 윈슬로우)
- 온영삼 - 허스트 국장 (조지 R. 로버트슨)
- 김혜미 - 커클랜드 (콜린 캠프)
- 이연희 - 클로이 (줄리 브라운)
- 이재용 - 패클러 (브루스 말러)
- 장호비 - 프록터 (랜스 킨시)